# Рюк
Рюк (яп. リューク Рю:ку) — один из главных персонажей манги, аниме, фильмов и компьютерных игр «Тетрадь смерти». Концепцию и образ придумал Цугуми Оба, а внешность персонажа — Такэси Обата.
Рюк является одним из богов смерти — сверхъестественных созданий, которым для продления своей жизни нужно убивать смертных с помощью тетради смерти — мистического артефакта, убивающего человека после записи в ней его имени.

## Концепция и дизайн персонажа
Автор сюжета манги Цугуми Оба писал, что он всегда включал яблоки в наброски, потому что хотел использовать в сюжете сообщение о том, что «Боги смерти едят только яблоки», также он сказал, что выбрал яблоки, поскольку красный хорошо подходит чёрному телу Рюка и что яблоки хорошо сочетаются с большим ртом Рюка. Когда Обата сообщил Обе, что думает, что тот вставил яблоки, потому что они имеют обширное религиозное и психологическое значения и что люди могут многое увидеть во включении изображений яблок, на что Оба ответил, что он не подумал об этом и просто считает, что «яблоки классные… вот и все». Оба добавил, что чувствовал, что такие элементы могут стать полезными в дальнейшем, вот яблоки и использовались как сюжетный элемент, когда Лайт попросил Рюка найти камеры наблюдения в обмен на яблоки.
Обата сказал, что столкнулся с трудностями при создании Рюка. Его первоначальная идея Рюка состояла в том, что он выглядел как юноша похожий на Лайта, но с чёрными волосами и крыльями, потому что у него была мысль, изображать богов смерти как привлекательных рок-звёзд. Хотя затем Обата почувствовал, что, если Рюк окажется более привлекательным, чем Лайт, он покажется читателям главным героем и всё будет работать не так хорошо. Он решил убрать предыдущий вариант и использовать окончательный проект, когда его редактор сказал, что Рюку не нужно появляться как человек. Обата сказал, что ему нравится монстроподобный внешний вид, и добавил, что с таким лицом «ты никогда не можешь сказать, что он думает». Также художник поведал, что столкнулся с трудностями при рисовании Рюка в пилотной главе, так как он не «хорошо справился с костной структурой лица». Но во время работы над основной мангой, он стал использовать в формы, которые он мог визуализировать. Обата пишет, что лицо Рюка отличается в пилотной главе и в настоящей серии. В Death Note 13: How to Read Обата пишет о мыслях, что лицо Рюка было маской, а под маской было привлекательное лицо.

## Появления

### Манга
Рюк появляется в сюжете как скучающий бог смерти, который бросает тетрадь смерти в мир людей для развлечения. Её поднимает японский школьник Лайт Ягами, который с помощью её решает изменить мир.

### В 13 томе манги
В тринадцатом томе манги авторы привели официальные данные персонажей. У Синигами это были ранг, интеллект, любопытство, активность, сопереживание, убийства, которые у Рюка равны 6, 6, 10, 9, 5, 7 соответственно. Таким образом, Рюк — самый любопытный бог смерти. Также указано, что Рюк любит яблоки и игры и не любит скуку.

### Пилотный выпуск манги
В пилотном выпуске владеет двумя Тетрадями. Он теряет одну из них и её находит обычный японский школьник Таро Кагами. Он использует её как дневник и записывает туда имена хулиганов, которые издеваются над ним в классе и они умирают. После этого к Таро приходит Рюк и объясняет ему правила владения Тетрадью. Также он даёт ему Ластик смерти, который оживляет людей, убитых Тетрадью, если стереть записанное имя. Таро оживляет убитых им хулиганов. Но они умирают вместе с полицейскими, пришедшие поговорить с воскресшими школьниками. Рюк признаётся, что он потерял ещё одну тетрадь. Её нашёл одноклассник Таро — Миюра, который также страдал от издевательств хулиганов. После того, как мальчики решают сознаться полиции тетрадь Миюры сжигают, а Таро свою тетрадь скрывает. Спустя пять лет Рюк по прежнему следует за Таро, который планирует начать использовать Тетрадь смерти.
Интересно, что один из синигами говорит, что Рюк всё ещё бог смерти категории С, потому что постоянно теряет тетради.
В «Death Note 13: How to Read» описывает Рюка из пилотной главы как очень глупого, ленивого и некомпетентного.

### Ёнкомы
Ёнкомы — это юмористические четырёхпанельные комиксы, которые были выпущены в различных номерах журнала Shonen Jump, а затем переизданы в Death Note: How To Read. Персонажи напоминают свои каноничные аналоги, но из-за комедийной направленности ёнком всё же отличаются. В введении к ним Рюк описан как «Странный парень со страстью к яблокам. Он может быть персонажем, который в наименьшей степени отличается от версии в манге».

### Аниме
Так как аниме достаточно близко к манге, то характер Рюка и события с ним практически не отличаются. Больше всего отличается концовка, где Рюк, в отличие от манги, убивает Лайта при других обстоятельствах.

### OVA
Полнометражные фильмы для выхода на домашних носителях являются компиляцией аниме-сериала и в значительной мере сюжет соответствует сериалу. Но первый мультфильм — «Тетрадь смерти Перепись: Глазами Бога», согласно названию, показывает события первых 26 серий с точки зрения Рюка. В начале OVA показывается, что после событий с Кирой Рюк стал популярен в мире богов смерти, и один из них, который не назван по имени, жалуется на скуку, приходит к Рюку и просит за яблоко рассказать интересную историю. Тот рассказывает о борьбе Киры и L. После конца рассказа неназванный Синигами уходит, а Рюк говорит пару фраз, обращаясь будто бы к Лайту. Кроме того, у этого синигами много параллелей с Лайтом, в частности, взаимоотношение с Рюком. Поэтому многие фанаты считают, что это намёк на перерождение Лайта в того синигами.
Второй фильм, «Тетрадь смерти Перепись 2: Наследники L», для Рюка не отличается от второй половины аниме, он также появляется и действует редко.

### Мюзикл
В мюзикле Рюк впервые появляется в царстве богов смерти, где он жалуется другому богу смерти Рэм, что ему скучно. Он вместе с Рэм издевается над людьми (песня «Они только люди»). Затем Рюк бросает свою тетрадь в мир людей, которую поднимает Лайт Ягами. Рюк посещает Лайта, после того, как тот начал использовать Тетрадью, отмечая появление Киры, что он считает интересным (песня «Кира»).
В дальнейшем Рюк остается с Лайтом и сопровождает его часто, но активно не участвует в событиях. Оказывается. существует второй Кира — девушка Миса, которую сопровождает знакомая Рюку Рэм. Когда Лайт и Миса знакомятся, юноша начинает манипулировать влюблённой девушкой.
Рюк замечает, что Рэм привязана к Мисе и напоминает ей не нарушать правило Богов смерти о помощи людям (песня «Смертные и дураки»/«Жестокая мечта»).
Лайту, манипулируя Рэм, удаётся убить преследующего его детектива L. Но во время его триумфа, Рюк берет Тетрадь смерти, кусает палец и начинает писать своей кровью. Лайт спрашивает его, чьё имя он пишет, и когда Рюк говорит, что это имя Лайта, юноша пытается его оставновить, но безуспешно. Рюк заявляет, что ему будет скучно без противостояния Лайта и L. Лайт умирает, а Рюк берёт из куртки Лайта яблоко и уходит.
Рюк изображается различными актёрами для разных музыкальных постановок:
| Актёр                           | Постановка                                  |
| ------------------------------- | ------------------------------------------- |
| Эрик Андерсон                   | Закрытый показ и демозапись, 2014, Нью-Йорк |
| Котаро Ёсида (яп. 吉田 鋼 太郎) | 2015, Токио                                 |
| Кан Хонг Сёк (강홍석)           | 2015 и 2017, Сеул                           |
| Казутака Исии (яп. 石井 一 孝)  | 2015, Токио                                 |

## Другие появления
Рюк также появился в клипах «Dear Diary» и «Fighter» певицы Нами Амуро в рамках маркетинга перед выходом фильма «Тетрадь смерти: Свет нового мира».
Кроме того Рюк появился в ролике-пародии на клип «Pen-Pineapple-Apple-Pen» в рамках маркетинга фильма «Тетрадь смерти: Свет нового мира».

## Критика и отзывы
Зак Бертши из Anime News Network описывает Рюка, как «гротескного громоздкого зверя, такого, о чем большинство людей, вероятно, подумает, когда их попросят представить, как будет выглядеть мрачный призрак смерти».
Его коллега Брайана Лоуренс почувствовала, что, несмотря на то, что он был живым персонажем, Рюк перешёл на второй план во второй половине сюжета и стал маловажным, но снова вернулся в последней главе, чтобы снова сыграть важную роль.
Том С. Пепириум из IGN сказал, что «Брайан Драммонд ЭТО Ryuk». Перириум назвал голос Драммонда отличным, и что его веселит наблюдать за смехом Рюка в юмористических сценах.
Китти Сенсей из OtakuZone в статье, опубликованной в малайзийской газете The Star, пишет, что в фильме Рюк «выглядит немного искусственным в начале», но в конце концов она стала привыкать к нему и полюбила «ликующие хихиканья Рюка».
Sfist описывает Рюка как единственного юмористического персонажа в первом фильме, отмечая, что к нему может быть трудно привыкнуть. Также говорилось, что Рюк — приятное дополнение к фильму, если зрители «готовы принять присутствие Рюка».
В рецензии на фильм Death Note Light Up The World хвалят компьютерную графику синигами, в том числе и Рюка, но критикуют, что его динамика с новым Кирой скучнее, чем с Лайтом.
В рейтинге сильнейших Мрачных жрецов по версии сайта CBR Рюк получил третье место, так как его глаза и Тетрадь могут убить кого угодно.